# Tlapa de Comonfort
Tlapa de Comonfort est une ville et le siège de la municipalité de Tlapa de Comonfort, dans l'état de Guerrero, au sud-ouest du Mexique.